# Пір-Хусейн
Пір-Хусейн (д/н — 1342) — емір Фарсу в 1339 і 1340—1342 роках.

## Життєпис
Походив з монгольського племені сулдус племенного союзу тайджиутів. Належав до роду Чілауна, який був одним із чотирьох великих сподвижників Чингісхана. Син Шейх Махмуда, наїба (намісника) Вірменії. Ймовірно у 1327 року, коли останнього було страчено за наказом ільхана Абу-Саїда Багадура, Пір-Хусейн був малим. Врятований і виховувався Саті-бега, удовою свого діда Чобана.
Потім служив під орудою стрийка Сургана, відзначився в битві біля Мараги у 1336 року, де було переможено ілльхана Арпа Ке'уна. 1338 року приєднався до стриєчного брата Хасан Кучака, що оголосив про незалежність. 1339 року виступив проти Шамс ад-Діна Мухаммеда, який оголосив незалежність Фарсу. Того було переможено. На деякий час правителем тут став Пір-Хусейн. Натмоість Шамс ад-Дін отримав Ісфаган і визнав зверхність останнього. Але через місяць Пір-Хусейн стратив Шамс ад-Діна Мухаммеда, чим спричинив загальне повстання. В результаті залишив Фарс.
Знову приєднався до Хасан Кучака. 1340 року в союзі з Мубаріз ад-Діном Мухаммадом відвоював Фарс. Передав Шейху Абу Ісхаку з Інджуїдів намісництво в Ісфагані. 1342 року проти нього виступив Абу Ісхак, що зібрав чималі війська. Пір-Хусейн зазнав поразки й знову втік до Тебризу, де незадоволений поразкою Хасан Кучака наказав стратити Пір-Хусейна.